# JaMS-236
Der ЯМЗ-236, deutsche Transkription JaMS-236, in Osteuropa gelegentlich JaMZ-236, international auch YaMZ-236, ist ein vom ehemals sowjetischen und heute russischen Hersteller Jaroslawski Motorny Sawod (JaMS) hergestellter Sechszylinderindustriedieselmotor. Er ist einer der kleineren Baukastenmotoren von JaMS; konstruktiv ähnlich sind der V8-Motor JaMS-238 und der V12-Motor JaMS-240. Eingesetzt wird der Motor vor allem in mittelgroßen Nutzfahrzeugen.

## Baumuster
Es gibt verschiedene Baumuster des Motors JaMS-236, die im Russischen als Модификации, zu Deutsch „Modifikationen“, bezeichnet werden. Dabei war ursprünglich nur ein freisaugendes Baumuster vorgesehen, später wurden weitere Baumuster ergänzt. Sie sind mit Suffixen gekennzeichnet: K (K) kennzeichnet den Verwendungszweck in Mähdreschern, Е (Je) ein abgasgereinigtes Baumuster; Н (N) und Б (B) kennzeichnen einen Turbolader. Das Suffix М (M) kennzeichnet eine Modernisierung eines etablierten Baumusters. Ferner können noch Zahlen als Suffixe angehängt werden, sodass sich eine Vielzahl an Baumustern ergibt. Nachfolgend eine Auflistung der gängigsten Grundtypen:
- ЯМЗ-236 (JaMS-236): Basismodell von 1960, freisaugend, 132 kW
- ЯМЗ-236Н (JaMS-236N): mit Abgasturbolader, 169 kW[1]
- ЯМЗ-236Б (JaMS-236B): mit Abgasturbolader, 184 kW[2]
- ЯМЗ-236Г (JaMS-236G): freisaugend, 110 kW[3]
- ЯМЗ-236Д (JaMS-236D): freisaugend, 129 kW[4]
- ЯМЗ-236ДК (JaMS-236DK): freisaugend, 136 kW[5]

## Technische Beschreibung
Der JaMS-236 ist ein nach dem Dieselverfahren arbeitender, nasssumpfgeschmierter und wassergekühlter Sechszylindermotor mit OHV-Ventilsteuerung und Direkteinspritzung. Er ist V-förmig mit einem Gabelwinkel von 90° konstruiert; dieser für einen V6-Motor ungünstige Zylinderbankwinkel hat den Vorteil, dass der JaMS-236 mit denselben Produktionswerkzeugen hergestellt werden kann, wie der technisch eng verwandte V8-Motor JaMS-238. Die Zündfolge ist 1-4-2-5-3-6. Bei Einer Zylinderbohrung von 130 mm und einem Kolbenhub von 140 mm hat der Motor einen Hubraum von 11,15 dm³.

### Motorblock
Der Motorblock hat auf seiner Vorderseite ein Steuergehäuse mit Stirnrädern und auf der Rückseite das Schwungrad. Er ist ein aus Spezialguss – einer Stahllegierung – hergestelltes Gussstück. Er umfasst beide Zylinderbänke und den oberen Teil des Kurbelgehäuses. Die Ölwanne bildet den unteren Abschluss des Kurbelgehäuses, die Ölpumpe ist an der Steuergehäuseseite des Motors in die Ölwanne eingebaut. Auf der linken Seite des Motors ist der Startermotor an das Schwungradgehäuse angeflanscht, hinter dem Startermotor auf der Steuergehäuseseite ist eine Ölvorförderpumpe angebaut.

### Steuergehäuse und Nebenaggregate
Im Steuergehäuse sind von unten nach oben das Antriebsrad für die Ölpumpe, ein Zwischenrad, das Kurbelwellenrad, das Antriebsrad der Nockenwelle, das Kraftstoffpumpenantriebsrad, das Lüfterantriebsrad und ganz oben das Antriebsrad der Einspritzpumpe montiert. Vor dem Kurbelwellenrad ist auf der Kurbelwelle eine Riemenscheibe angebaut, über die die Ölvorförderpumpe angetrieben wird. Die Kraftstoffpumpe ist oberhalb des Steuergehäuses angebaut und wird vom Kraftstoffpumpenrad über eine Riemenscheibe und einen Keilriemen angetrieben. Die Einspritzpumpe ist eine konventionelle Reiheneinspritzpumpe mit mechanischem Alldrehzahlregler und ist zwischen den Zylinderbänken eingebaut, sie wird über die erwähnten Stirnräder im Steuergehäuse angetrieben. Der Lüfter wird direkt über das auf der Lüfterwelle montierte Lüfterrad angetrieben. Der elektrische Generator ist auf einem gegossenen Halter vor der Einspritzpumpe montiert und wird über einen Keilriemen von einer Riemenscheibe auf der Lüfterwelle angetrieben. Links und rechts neben der Kraftstoffpumpe sind Kraftstofffilter und Ölfilter angebaut.

### Kurbeltrieb
Die Kurbelwelle ist aus Schmiedestahl hergestellt, thermisch gehärtet und vierfach gelagert. Die Kurbelwellenlager sind aus Stahl und haben eine Antifriktionsschicht aus Bleibronze. Je Kurbelzapfen sind nebeneinander zwei Pleuelstangen angelenkt; die Pleuelstangen haben – um bewegte Massen zu minimieren – Aussparungen (sogenannte I-Schaft-Pleuelstangen) und sind aus Stahl hergestellt. Die Kolben sind aus Aluminium hergestellt und haben schwimmend gelagerte Kolbenbolzen aus Stahl. Die Brennraummulde im Kolben ist omegaförmig. Standardmäßig sind je Kolben drei Kompressionsringe und zwei Ölabstreifringe eingebaut.

### Zylinderköpfe
Der Motor hat für jede Zylinderbank einen Zylinderkopf, also insgesamt zwei Zylinderköpfe. Die Zylinderköpfe sind Gussteile aus Spezialguss – einer Gusseisenlegierung – und nach dem Querstromprinzip konstruiert. Je Zylinderkopf hat der Motor einen Abgaskrümmer; die Abgaskrümmer sind jeweils an den Außenseiten der Zylinderköpfe angeflanscht. Für beide Zylinderköpfe hat der Motor einen gemeinsamen Ansaugkrümmer, der zwischen den beiden Zylinderköpfen montiert ist. Auf dem Ansaugkrümmer sitzt mittig das Ansaugluftfilter.

### Ventiltrieb
Die Nockenwelle ist zentral über der Kurbelwelle im Motorblock eingebaut, sie wird unmittelbar von der Kurbelwelle über den erwähnten Stirnradtrieb angetrieben. Sie betätigt über Stößel, Stoßstangen und Kipphebel die hängenden Ventile. Je Zylinder hat der JaMS-236 ein Einlassventil von 61,5 mm Durchmesser und ein Auslassventil von 48 mm Durchmesser.

## Technische Daten
| Kenngrößen                                  | JaMS-236               |
| ------------------------------------------- | ---------------------- |
| Arbeitsverfahren                            | Diesel, Viertakt       |
| Zündfolge                                   | 1-4-2-5-3-6            |
| Ansaugung                                   | freisaugend            |
| Bohrung × Hub                               | 130 mm × 140 mm        |
| Hubraum                                     | 11,15 dm3              |
| Nennleistung                                | 132 kW bei 2100 min−1  |
| Maximales Drehmoment                        | 657 N·m bei 1500 min−1 |
| Minimale Drehzahl                           | 450–550 min−1          |
| Maximale Drehzahl                           | 2225–2275 min−1        |
| Geringster spezifischer Kraftstoffverbrauch | 238 g/kWh              |
| Verdichtung ε                               | 16,5                   |
| Einspritzdruck                              | 14,7 MPa               |
| Länge                                       | 1020 mm                |
| Breite                                      | 1006 mm                |
| Höhe                                        | 1195 mm                |
| Masse                                       | 880 kg                 |
| Quelle                                      | [ 6 ] [ 17 ] [ 18 ]    |

Drehzahldiagramm
Quelle